# Hoofs and Goofs
Hoofs and Goofs (br.: Apenas um trote) é um filme de curta metragem estadunidense de 1957, dirigido por Jules White. É o 175º de um total de 190 filmes da série com os Três Patetas produzida pela Columbia Pictures entre 1934 e 1959. Foi o primeiro filme de Joe Besser como o terceiro Pateta, substituindo Shemp Howard.

## Enredo
Joe lê um livro sobre reencarnação pois não para de pensar na falecida irmã Birdie (Moe, travestido de mulher). Os outros dois irmãos Moe e Larry resolvem pregar uma peça nele e fingem a "voz do além" de Birdie, dizendo para Joe se encontrar com ela numa rua do centro da cidade. Ao chegarem lá, eles encontram uma égua que os surpreende ao falar com eles e se dizer a irmã reencarnada.
O trio leva a égua para seu quarto alugado e tentam escondê-la do idoso senhorio (Benny Rubin). A égua começa a criar problemas alegando estar com dores no estômago e os Patetas tentam aliviá-la preparando um banho e lhe dando pílulas. Com o barulho o senhorio chega ao quarto e os Patetas o enganam disfarçando o animal com roupa de mulher. Finalmente, a égua revela que está grávida e dá a luz a um potrinho. Ao exultar por ter se tornado um "tio", Joe acorda e percebe que dormira ao ler o livro e estava sonhando. Birdie está viva e traz uma macarronada para ele que, quando conta que sonhara que a irmã era uma égua, tem a comida jogada por ela na cabeça dele. 